# Château de la Haye d'Irée
Le château de la Haye d'Irée est situé sur la commune de Saint-Rémy-du-Plain, dans le département d'Ille-et-Vilaine. 